# Lac Wheeler
Pour les articles homonymes, voir Wheeler.
Le lac Wheeler est un lac artificiel situé sur le cours de la rivière Tennessee, dans l’État de l'Alabama aux États-Unis. Il s'est constitué après la construction du barrage de Wheeler (en) en 1936.

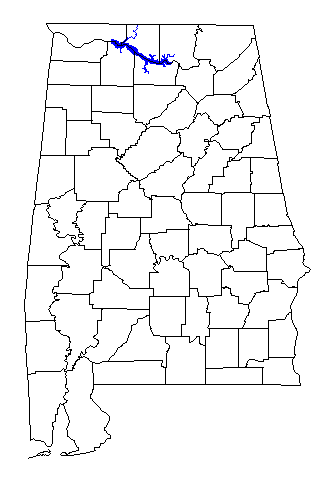
Le lac sur la carte de l'Alabama

## Source de la traduction
- (en) Cet article est partiellement ou en totalité issu de l’article de Wikipédia en anglais intitulé « Wheeler Lake » (voir la liste des auteurs).